# Santa Margherita Ligure (Aldo Conti)
Santa Margherita Ligure è un dipinto di Aldo Conti. Eseguito nel 1933, appartiene alle collezioni d'arte della Fondazione Cariplo.

## Descrizione
In questo scorcio di Santa Margherita Ligure l'equilibrata composizione è costituita dalle linee della costa e del paese che guidano l'occhio verso l'orizzonte. Sulla parte sinistra le pennellate sono più precise mentre tendono a distendersi negli spazi del mare e del cielo. I colori sono tenui e l'atmosfera è leggermente malinconica. Il dipinto combina il gusto paesaggistico impressionista con lo stile del naturalismo lombardo, di cui Conti fu esponente.

## Storia
Il dipinto, realizzato nel 1933, venne esposto l'anno seguente nella mostra allestita presso il Palazzo della Permanente per il cinquantesimo anniversario della fondazione della Società; in quell'occasione venne acquistato dalla Fondazione Cariplo.